# Туганов, Эльберт Азгиреевич
Эльберт Азгиреевич Туганов (эст. Elbert Tuganov, 22 февраля 1920, Баку, Азербайджанская демократическая республика — 22 марта 2007, Таллин, Эстония) — советский мультипликатор, режиссёр и сценарист. Народный артист Эстонской ССР (1977). Будучи в 1958 году создателем первого в Эстонской ССР кукольного фильма «Сон маленького Пеэтера», считается основателем этого жанра в Эстонии.

## Биография
Родился 22 февраля 1920 года в Баку. Его отец происходил из старинного осетинского рода, а мать была эстонкой.
В 1927 году вместе с матерью и бабушкой оказался в Берлине, где окончил школу. Здесь же он впервые познакомился с искусством киноанимации: в 1937—1939 годах работал фазовщиком и помощником оператора в мультипликационном ателье «Дерингфильм». Перед Великой Отечественной войной, в 1939 году, уехал в Эстонию, где находился на военной службе сначала в эстонской, а затем — в Красной армии (в 8-м стрелковом корпусе). Демобилизовавшись в январе 1946 года в звании лейтенанта, пришёл на киностудию «Таллинфильм». Вначале был оператором и художником по комбинированным съёмкам, а потом — сценаристом и режиссёром игровых фильмов. Увлёкся анимацией, но специального образования не получил.
Создав собственный мультстанок, в 1957 году Туганов организовал производство в Эстонской ССР кукольных фильмов и долгое время оставался единственным режиссёром, работавшим в этом жанре на Таллиннской киностудии. В 1958 году выпустив первый эстонский кукольный фильм «Сон маленького Пеэтера» (по сказке датского писателя Енса Сигсгора «Палле один на свете»), положил начало студии Eesti Nukufilm.
Затем Эльберт Туганов работал и как сценарист, и как режиссёр; за свою жизнь снял более 40 картин, получив первые эстонские награды за анимационные фильмы. В 1977 снял первый в мире анимационный кукольный стереофильм «Сувенир».
В 1982 году Туганов вышел на пенсию. Находясь в этом же году в туристической поездке в Марокко и Испании, попросил в Испании политическое убежище, но вернулся в СССР. Это событие стало скандальным и обросло слухами. В 1983—1985 годах занимался коммерческим кино, создав несколько рекламных роликов.

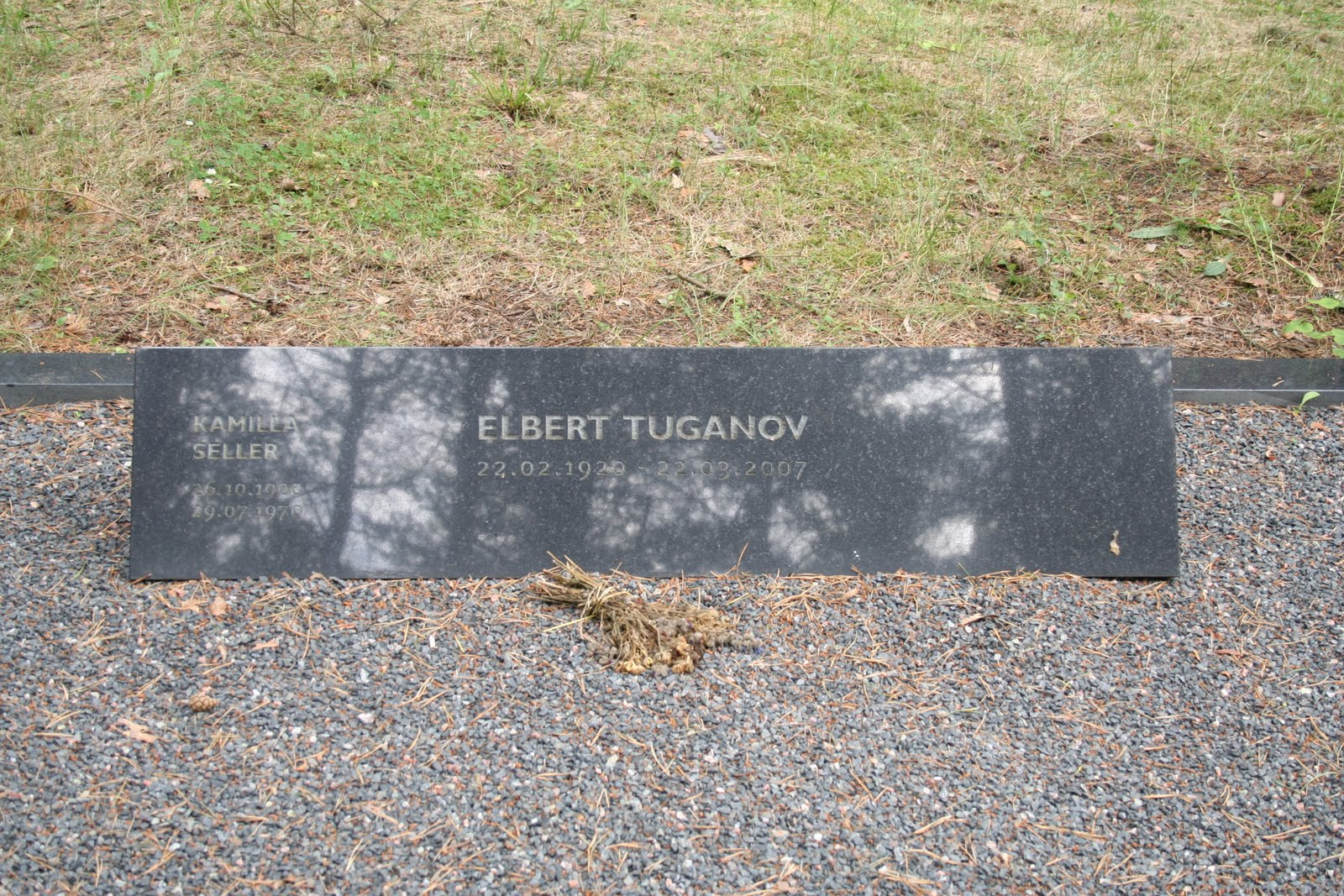
Надгробный памятник. Кладбище Пярнамяэ

Умер 22 марта 2007 года в Таллине.

## Фильмография
Режиссёр
- 1958 — Сон маленького Пеэтера
- 1959 — Северный дракон
- 1960 — Лесная сказка
- 1961 — Отть в космосе
- 1961 — Я и Мурри
- 1962 — Две иллюстрации
- 1962 — Почти невероятная история
- 1963 — Талант
- 1963 — Так точно!
- 1964 — Молодцы
- 1964 — Последний трубочист
- 1965 — Дети и дерево
- 1965 — Кошки-мышки
- 1966 — Парк
- 1966 — Упрямцы
- 1967 — Рождение жанра
- 1967 — За горами, за морями
- 1968 — Обезьянка Фипс
- 1968 — Шестерёнка
- 1969 — Осёл, селёдка и метла
- 1970 — Атомик
- 1970 — Атомик и воротилы
- 1971 — Пешеходы
- 1972 — Автомобилисты
- 1972 — Крылль
- 1972 — Внимание! Осторожно! Кабель!
- 1973 — Новые друзья
- 1974 — Кровавый Джон
- 1974 — Сёстры
- 1975 — Вдохновение
- 1976 — Клоун и Кроопс
- 1976 — Золотой осёл
- 1977 — Сувенир (стереоскопический фильм)
- 1978 — Капитан из Кёпеника
- 1979 — Джиуфа
- 1979 — Торговец и обезьяны
- 1980 — Жертва
- 1981 — Жеребёнок в яблоках (стереоскопический фильм)
- 1983 — Спички (рекламный фильм)[3]

#### Сценарист
- 1958 — Сон маленького Пеэтера
- 1960 — Лесная сказка
- 1962 — Две иллюстрации
- 1963 — Талант
- 1964 — Молодцы
- 1967 — Рождение жанра
- 1968 — Обезьянка Фипс
- 1969 — Осёл, селёдка и метла
- 1971 — Пешеходы
- 1972 — Автомобилисты
- 1972 — Внимание! Осторожно! Кабель!
- 1974 — Сёстры
- 1974 — Кровавый Джон
- 1975 — Вдохновение
- 1975 — Гугуцэ
- 1978 — Капитан из Кёпеника
- 1979 — Джиуфа
- 1979 — Торговец и обезьяны
- 1980 — Жертва
- 1981 — Жеребёнок в яблоках
- 1986 — Лиса

#### Автор идеи
- 1995 — 1895

## Награды
- Получил награды за свои фильмы «Лесная сказка» (на фестивале УНИМА в Бухаресте, Румыния, 1960 год) и «Отть в космосе» (на II фестивале фильмов аэронавтики и австронавтики в Довиле, Франция, 1963 год).[4]
- II Всесоюзный кинофестиваль (Киев, 1966 год): 2-я премия по мультфильмам — «Талант».
- III Всесоюзный кинофестиваль (Ленинград, 1968 год): премия по научно-популярным фильмам реж. Э. Туганову за фильм «Рождение жанра».
- IV Всесоюзный кинофестиваль (Минск, 1970 год): приз и вторая премия «За лучший мультфильм» (как режиссёр мультфильма Осёл, селёдка и метла).
- Был награждён медалью «За трудовую доблесть».
- 1977 — Народный артист Эстонской ССР.
- 2006 — Орден Белой Звезды IV степени